# Giro dell'Umbria 1956
Il Giro dell'Umbria 1956, ventottesima edizione della corsa, si svolse nel 1956. La vittoria fu appannaggio dell'italiano Bruno Tognaccini. Al momento nessuna fonte riporta ulteriori informazioni su questa edizione della corsa.

## Ordine d'arrivo
| Pos. | Corridore        | Squadra        | Tempo |
| ---- | ---------------- | -------------- | ----- |
| 1    | Bruno Tognaccini | Leo-Chlorodont | ?     |